# 兰河畔林堡
兰河畔林堡（德語：Limburg an der Lahn，官方拼写为，發音：[ˈlɪmbʊʁk ʔan deːɐ̯ ˈlaːn]）是德国黑森州吉森行政区林堡-魏尔堡县的城市，也是林堡-魏尔堡县的县治，面积45.16平方千米，2023年12月31日人口为36,506人。